# بيل كليمر
بيل كليمر (بالإنجليزية: Bill Clymer)‏ هو لاعب كرة قاعدة أمريكي، ولد في 18 ديسمبر 1873 في فيلادلفيا في الولايات المتحدة، وتوفي في 26 ديسمبر 1936.

## وصلات خارجية
- بيل كليمر على موقعبيزبول رفرنس.كوم (الدوري الرئيسي) (الإنجليزية)
- بيل كليمر على موقعبيزبول رفرنس.كوم (الدوري الثانوي) (الإنجليزية)